# Plano Inclinado Liberdade-Calçada
El Plano Inclinado Liberdade-Calçada (PILC) es un plano inclinado que une el barrio de la Libertad al barrio de la Calçada, próximo a la estación terminal homónima del Tren del Suburbio, en Salvador, en Bahía. El recorrido es realizado en un minuto y 40 segundos.

## Historia
Fue inaugurado el 13 de marzo de 1981.
Antes de la existencia del plano, había, en el lugar, una ladera llamada "Ladeira do Inferno". Rodeada por matorrales, haciendo que la menor lluvia resultase en una ingente cantidad de barro. Las personas se veían obligadas a descender agachadas. A pesar de esto, mucha gente, en la época, usaba ese camino para tener acceso al barrio de la Calçada.
Actualmente no se encuentra en funcionamiento, al encontrarse en reparaciones técnicas para volver a operar.